# Campionato Italiano Velocità Montagna 2020
Il Campionato Italiano Velocità Montagna 2020 si è svolto tra il 9 agosto e il 25 ottobre 2020 su sei tappe (esattamente la metà rispetto alla stagione precedente) disputate in altrettante regioni diverse.
L'inizio del campionato era programmato il 3 maggio al Trofeo Lodovico Scarfiotti a Sarnano, tuttavia il calendario previsto è stato pesantemente condizionato dalla pandemia di COVID-19 che ha costretto al rinvio o all'annullamento molti eventi.
Simone Faggioli sulla Norma M20FC si è riconfermato campione italiano conquistando il suo quattordicesimo titolo tricolore, il secondo consecutivo; il pilota toscano dopo quattro anni è tornato a vincere anche il campionato di gruppo E2-SC. Al secondo posto si è piazzato il trentino Christian Merli sulla Osella FA30 Evo-Zytek, primo di gruppo E2-SS, davanti al corregionale Diego De Gasperi su vettura gemella.

## Calendario
Una prima bozza del calendario, senza date, è stata presentata da ACI Sport l'8 novembre 2019. Vengono previste 12 gare in nove regioni, con il ritorno dopo tre anni della Malegno-Borno (Trofeo Vallecamonica) in sostituzione dell'Alpe del Nevegal. Il 30 novembre 2019 la Federazione ha comunicato il calendario definitivo: rispetto alla stagione precedente, la Luzzi-Sambucina viene posticipata al 17 maggio, diventando così la seconda prova dopo il Trofeo Ludovico Scarfiotti che torna così ad aprire il campionato a distanza di tre anni. Il Trofeo Vallecamonica viene programmato il 2 agosto, prima della pausa estiva.
Il 10 dicembre 2019 la Coppa Bruno Carotti inverte la propria data con quella della Malegno-Borno per la concomitanza con i Campionati Europei di atletica leggera Under 18 in programma a Rieti, successivamente il 19 febbraio 2020 la corsa reatina viene ulteriormente positicipata al 9 agosto.
Il 13 marzo il Gruppo Sportivo Automobile Club Macerata decide di rinviare a data da destinarsi il Trofeo Scarfiotti, a causa della pandemia di COVID-19. Stessa sorte il 16 marzo per la Luzzi-Sambucina, il 7 aprile per la Verzegnis-Sella Chianzutan, il 27 aprile per la Morano-Campotenese e il 9 maggio per la Coppa Paolino Teodori valevole per il Campionato Europeo della Montagna.
Il 23 maggio l'ACI Rieti comunica l'annullamento della Coppa Carotti, cancellazione che avviene nei giorni successivi anche per le gare precedentemente posticipate di Verzegnis, Coppa Teodori, Malegno-Borno e Sarnano-Sassotetto. Dopo essere stata posticipata di una settimana al 12 luglio, il 17 giugno anche la Trento-Bondone viene rinviata a data da destinarsi a causa della mancata autorizzazione da parte del Commissario del Governo a far disputare la gara a porte chiuse, mentre la Coppa Nissena, la Morano-Campotenese e la Pedavena-Croce D'Aune vengono cancellate.
Il 1 luglio la Federazione annuncia il nuovo calendario, composto da 9 gare. La Trento-Bondone, in precedenza rinviata, diventa la prova d'apertura il 26 luglio. Dalla serie cadetta TIVM vengono ripescate l'Alpe del Nevegal in programma il 9 agosto, le Svolte di Popoli il 30 agosto (che così tornano nel tricolore dopo una pausa di quattro anni), l'Alghero-Scala Piccada il 13 settembre (assente nel CIVM dal 2010), la Cividale-Castelmonte il 4 ottobre (rientrante dopo 22 anni), e la Salita dei Monti Iblei (inizialmente prevista il 2 agosto) il 18 ottobre. Per quanto riguarda le gare già facenti parte del calendario precedente, il Trofeo Luigi Fagioli conserva la data del 23 agosto mentre la Monte Erice viene spostata di un mese al 25 ottobre; la Luzzi-Sambucina, inizialmente posticipata, viene collocata al 15 novembre come appuntamento conclusivo. Anche nel 2018 la cronoscalata cosentina era stata il round finale del campionato. Per quanto riguarda il gruppo Le Bicilindriche, il calendario non include Trento, Nevegal, Alghero e Cividale, ma prevede una prova in pista l'11 ottobre all'Autodromo del Levante a Binetto (poi spostata al Circuito Internazionale Napoli a Sarno) che attribuisce punteggi maggiorati con coefficiente 1,5, per un totale di cinque appuntamenti. Tuttavia il 3 luglio la Trento-Bondone viene annullata definitivamente, mentre dieci giorni dopo è il turno della Salita dei Monti Iblei; il CIVM viene così ridotto a sette gare, con la Monte Erice e la Luzzi-Sambucina aventi coefficiente 1,5 per l'assegnazione del punteggio (Bicilindriche escluse). Per la prima volta, tutte le manifestazioni si disputano in due manches.
Il 6 novembre, a causa delle ulteriori restrizioni introdotte dal DPCM del 3 dello stesso mese, la Luzzi-Sambucina viene inizialmente rinviata al 13 dicembre, poi il 2 dicembre un'ordinanza del comune di Luzzi impone l'annullamento definitivo della gara.
| N° | Gara                      | Sede                | Data         | Vincitore assoluto                      |
| -- | ------------------------- | ------------------- | ------------ | --------------------------------------- |
| 1  | 46° Alpe del Nevegal      | Belluno             | 9 agosto     | Christian Merli - Osella FA30 Evo-Zytek |
| 2  | 55° Trofeo Luigi Fagioli  | Gubbio              | 23 agosto    | Christian Merli - Osella FA30 Evo-Zytek |
| 3  | 58° Svolte di Popoli      | Popoli              | 30 agosto    | Simone Faggioli - Norma M20FC           |
| 4  | 59° Alghero-Scala Piccada | Alghero             | 13 settembre | Simone Faggioli - Norma M20FC           |
| 5  | 43° Cividale-Castelmonte  | Cividale del Friuli | 4 ottobre    | Simone Faggioli - Norma M20FC           |
| 6  | 62° Monte Erice           | Erice               | 25 ottobre   | Simone Faggioli - Norma M20FC           |
| 7  | 25° Luzzi-Sambucina       | Luzzi               | 13 dicembre  | annullata                               |

| Eventi cancellati                                 | Eventi cancellati | Eventi cancellati |
| Gara                                              | Sede              | Data prevista     |
| ------------------------------------------------- | ----------------- | ----------------- |
| 30° Trofeo Ludovico Scarfiotti Sarnano-Sassotetto | Sarnano           | 3 maggio          |
| 51° Verzegnis-Sella Chianzutan                    | Verzegnis         | 31 maggio         |
| 10° Morano-Campotenese                            | Morano Calabro    | 14 giugno         |
| 59° Coppa Paolino Teodori                         | Ascoli Piceno     | 28 giugno         |
| 50° Trofeo Vallecamonica                          | Malegno           | 19 luglio         |
| 70° Trento-Bondone                                | Trento            | 26 luglio         |
| 57° Rieti-Terminillo (55° Coppa Bruno Carotti)    | Rieti             | 9 agosto          |
| 66° Coppa Nissena                                 | Caltanissetta     | 20 settembre      |
| 38° Pedavena-Croce D'Aune                         | Pedavena          | 18 ottobre        |
| 63° Salita dei Monti Iblei                        | Chiaramonte Gulfi | 18 ottobre        |

## Modifiche al regolamento

### Regolamento sportivo
Rispetto alla precedente stagione, per il 2020 sono state deliberate diverse modifiche al regolamento sportivo. Di seguito le principali:
- per poter candidare una gara al Campionato europeo della montagna, essa deve aver avuto titolazione per il FIA International Hill Climb Cup almeno in un'edizione passata (in precedenza era necessario avere tale validità nei due anni precedenti);
- il numero massimo di iscritti ad un evento può essere aumentato a 310 per le gare a manche unica e a 280 per le gare che si disputano in due manches, purché vi siano i pareri favorevoli del Direttore di Gara e dell'Ispettore alla sicurezza;
- nel titolo assoluto i migliori risultati (dove per risultato si intende una singola manche di gara) da prendere in considerazione nei primi nove appuntamenti sarebbero passati da 12 a 14.

In seguito alla riduzione del numero degli eventi, viene rivisto ulteriormente il sistema degli scarti: nelle prime cinque gare sono presi in considerazione i migliori 8 risultati, mentre nelle ultime due a coefficiente maggiorato 1,5 si devono conteggiare tutti i risultati. Nelle Bicilindriche si applica invece uno schema diverso che prevede la somma dei migliori 10 risultati nell'intero arco del campionato.

## Classifiche[41][42]

### Sistema di punteggio
| Posizione di manche | 1ª | 2ª  | 3ª | 4ª | 5ª | 6ª | 7ª | 8ª  | 9ª | 10ª |
| Punti               | 10 | 7,5 | 6  | 5  | 4  | 3  | 2  | 1,5 | 1  | 0,5 |

### Assoluta
| Pos. | Pilota               | Vettura                   | NEV | NEV | GUB | GUB | POP | POP | ALG | ALG | CIV | CIV | ERI | ERI | LUZ | Punti |
| ---- | -------------------- | ------------------------- | --- | --- | --- | --- | --- | --- | --- | --- | --- | --- | --- | --- | --- | ----- |
| 1    | Simone Faggioli      | Norma M20FC               | (2) | (2) | 2   | 2   | 1   | 1   | 1   | 1   | 1   | 1   | 1   | 1   | C   | 105   |
| 2    | Christian Merli      | Osella FA30 Evo-Zytek LRM | 1   | 1   | 1   | 1   | (2) | (2) | 2   | 2   | 2   | 2   | 2   | 2   | C   | 92,5  |
| 3    | Diego De Gasperi     | Osella FA30-Zytek         | 3   | 3   | (5) | 4   | (5) | 4   | 3   | 3   | 3   | 5   | 6   | 6   | C   | 53    |
| 4    | Francesco Conticelli | Osella FA30-Zytek         | 4   | 4   | 4   | 5   |     |     |     |     |     |     | 3   | 4   | C   | 35,5  |
| 5    | Domenico Cubeda      | Osella FA30-Zytek         |     |     | 3   | 3   | 3   | 3   | 4   | 4   | NP  | NP  | NP  | NP  | C   | 34    |
| 6    | Franco Caruso        | Nova Proto NP01-2         | 5   | 6   | (8) | (8) | 6   | 5   | 6   | 6   | 6   | 4   | NP  | NP  | C   | 28    |
| 7    | Luca Caruso          | Osella PA2000             | 6   | 5   | 9   | 6   | NP  | NP  |     |     |     |     | 4   | 3   | C   | 27,5  |
| 8    | Sergio Farris        | Lola F3000/Osella PA2000  | 7   | 7   | 7   | 7   | Rit | NP  |     |     | 7   | 7   | 5   | 5   | C   | 24    |
| 9    | Luigi Fazzino        | Osella PA2000 Turbo       |     |     | NP  | 33  | 4   | 6   | 5   | 5   | NP  | NP  | 91  | 13  | C   | 16    |
| 10   | Piero Nappi          | Osella PA30               | 9   | 8   | Rit | 11  | 9   | NP  | 7   | 7   | 5   | 6   |     |     | C   | 14,5  |

| Legenda | 1º posto       | 2º posto     | 3º posto | A punti          | Senza punti         |
| Legenda | Ritirato (Rit) | Escluso (ES) | Assente  | Non partito (NP) | Gara cancellata (C) |

Note: Tra parentesi i risultati scartati per eccesso di partecipazione

### E2SC+E2SS Moto
| Pos. | Pilota              | Vettura         | Classe    | NEV | NEV | GUB | GUB | POP | POP | ALG | ALG | CIV | CIV | ERI | ERI | LUZ | Punti |
| ---- | ------------------- | --------------- | --------- | --- | --- | --- | --- | --- | --- | --- | --- | --- | --- | --- | --- | --- | ----- |
| 1    | Achille Lombardi    | Osella PA21 JrB | E2SC 1000 | 1   | 1   | 1   | 1   | (2) | 1   | 1   | 1   | (2) | 2   | 2   | 2   | C   | 100   |
| 2    | Giancarlo Maroni Jr | Osella PA21 JrB | E2SC 1600 | 2   | 3   | 3   | 2   | 3   | 3   |     |     | 3   | NP  | 4   | 4   | C   | 60    |
| 3    | Samuele Cassibba    | Osella PA21 JrB | E2SC 1000 | 4   | 4   | 2   | 3   | 4   | 4   |     |     |     |     | 3   | 3   | C   | 51,5  |

### Gruppo E2-SS
| Pos. | Pilota               | Vettura                   | Classe | NEV | NEV | GUB | GUB | POP | POP | ALG | ALG | CIV | CIV | ERI | ERI | LUZ | Punti |
| ---- | -------------------- | ------------------------- | ------ | --- | --- | --- | --- | --- | --- | --- | --- | --- | --- | --- | --- | --- | ----- |
| 1    | Christian Merli      | Osella FA30 Evo-Zytek LRM | 3000   | (1) | (1) | 1   | 1   | 1   | 1   | 1   | 1   | 1   | 1   | 1   | 1   | C   | 110   |
| 2    | Diego De Gasperi     | Osella FA30-Zytek         | 3000   | 2   | 2   | (4) | (3) | 3   | 3   | 2   | 2   | 2   | 3   | 3   | 3   | C   | 73,5  |
| 3    | Francesco Conticelli | Osella FA30-Zytek         | 3000   | 3   | 3   | 3   | 4   |     |     |     |     |     |     | 2   | 2   | C   | 45,5  |

### Gruppo E2-SC
| Pos. | Pilota          | Vettura           | Classe | NEV | NEV | GUB | GUB | POP | POP | ALG | ALG | CIV | CIV | ERI | ERI | LUZ | Punti |
| ---- | --------------- | ----------------- | ------ | --- | --- | --- | --- | --- | --- | --- | --- | --- | --- | --- | --- | --- | ----- |
| 1    | Simone Faggioli | Norma M20FC       | 3000   | (1) | (1) | 1   | 1   | 1   | 1   | 1   | 1   | 1   | 1   | 1   | 1   | C   | 110   |
| 2    | Franco Caruso   | Nova Proto NP01-2 | 3000   | 2   | (3) | 2   | (3) | 3   | 2   | 3   | 3   | 3   | 2   | NP  | NP  | C   | 54    |
| 3    | Luca Caruso     | Osella PA2000     | 2000   | 3   | 2   | 3   | 2   | NP  | NP  |     |     |     |     | 2   | 2   | C   | 49,5  |

### Gruppo CN
| Pos. | Pilota             | Vettura          | Classe | NEV | NEV | GUB | GUB | POP | POP | ALG | ALG | CIV | CIV | ERI | ERI | LUZ | Punti |
| ---- | ------------------ | ---------------- | ------ | --- | --- | --- | --- | --- | --- | --- | --- | --- | --- | --- | --- | --- | ----- |
| 1    | Rosario Iaquinta   | Osella PA21S Evo | 2000   | 1   | 1   | 1   | 1   | Rit | 1   |     |     |     |     | 1   | 1   | C   | 80    |
| 2    | Giancarlo Graziosi | Osella PA21S Evo | 2000   | 3   | 3   |     |     | 2   | 3   |     |     | 2   | 2   |     |     | C   | 40,5  |
| 3    | Andrea Drago       | Erberth R3       | 1600   | 7   | 5   | 4   | 4   |     |     | 3   | 3   | 4   | 4   |     |     | C   | 38    |

### Gruppo E2-SH
| Pos. | Pilota           | Vettura                       | Classe | NEV | NEV | GUB | GUB | POP | POP | ALG | ALG | CIV | CIV | ERI | ERI | LUZ | Punti |
| ---- | ---------------- | ----------------------------- | ------ | --- | --- | --- | --- | --- | --- | --- | --- | --- | --- | --- | --- | --- | ----- |
| 1    | Marco Gramenzi   | MG-AR1 Furore/Lancia Delta S4 | 3000   |     |     | 1   | 1   | 1   | 1   |     |     | 3   | 2   | 1   | 1   | C   | 83,5  |
| 2    | Giuseppe Agnello | Lotus Exige S1                | 2000   |     |     | 4   | 4   |     |     |     |     | 4   | 4   | 3   | 3   | C   | 38    |
| 3    | Michele Ghirardo | Lotus Exige Cup 260           | >3000  | 3   | 2   |     |     |     |     |     |     | 1   | 1   |     |     | C   | 33,5  |

### Gruppo GT
| Pos. | Pilota           | Vettura               | Classe       | NEV | NEV | GUB | GUB | POP | POP | ALG | ALG | CIV | CIV | ERI | ERI | LUZ | Punti |
| ---- | ---------------- | --------------------- | ------------ | --- | --- | --- | --- | --- | --- | --- | --- | --- | --- | --- | --- | --- | ----- |
| 1    | Lucio Peruggini  | Lamborghini Huracán   | GT3          |     |     | 1   | 1   | 1   | 1   | 1   | 2   | 1   | 1   | 1   | 1   | C   | 107,5 |
| 2    | Roberto Ragazzi  | Ferrari 488 Challenge | GT Super Cup | 2   | 3   | 3   | 3   | 4   | 3   |     |     | 3   | 2   | 4   | 2   | C   | 68,75 |
| 3    | Maurizio Pitorri | Ferrari 488 Challenge | GT Super Cup | 3   | 2   | 2   | 2   |     |     | 3   | NP  | 2   | 3   | 2   | 4   | C   | 66,75 |

### Gruppo E1 Italia
| Pos. | Pilota           | Vettura       | Classe     | NEV | NEV | GUB | GUB | POP | POP | ALG | ALG | CIV  | CIV | ERI | ERI | LUZ | Punti |
| ---- | ---------------- | ------------- | ---------- | --- | --- | --- | --- | --- | --- | --- | --- | ---- | --- | --- | --- | --- | ----- |
| 1    | Giuseppe Aragona | Mini Cooper S | 1600 Turbo | 1   | 1   | 1   | 1   | 1   | 1   | 2   | 2   | (6)  | (5) | 3   | 3   | C   | 93    |
| 2    | Andrea Palazzo   | Peugeot 308   | 3000       | 2   | 2   | 2   | 2   | 3   | 3   | 1   | 1   | (10) | (9) | 2   | 2   | C   | 84,5  |
| 3    | Angelo Guzzetta  | Peugeot 106   | 1600       |     |     | 4   | 4   |     |     |     |     |      |     | 1   | 1   | C   | 40    |

### Gruppo A
| Pos. | Pilota           | Vettura           | Classe | NEV | NEV | GUB | GUB | POP | POP | ALG | ALG | CIV | CIV | ERI | ERI | LUZ | Punti |
| ---- | ---------------- | ----------------- | ------ | --- | --- | --- | --- | --- | --- | --- | --- | --- | --- | --- | --- | --- | ----- |
| 1    | Rudi Bicciato    | Mitsubishi Lancer | >3000  | 1   | 1   | 1   | 1   | 1   | 1   | 1   | 1   | (3) | (3) |     |     | C   | 80    |
| 2    | Riccardo Arcieri | Renault Clio      | 1600   |     |     | 5   | 5   | 2   | 2   |     |     | 10  | 10  | 1   | 1   | C   | 54    |
| 3    | Tobia Zarpellon  | BMW M3 E36        | >3000  | 2   | 2   | 2   | 2   |     |     |     |     |     |     |     |     | C   | 30    |

### Gruppo N
| Pos. | Pilota             | Vettura                          | Classe | NEV | NEV | GUB | GUB | POP | POP | ALG | ALG | CIV | CIV | ERI | ERI | LUZ | Punti  |
| ---- | ------------------ | -------------------------------- | ------ | --- | --- | --- | --- | --- | --- | --- | --- | --- | --- | --- | --- | --- | ------ |
| 1    | Antonino Migliuolo | Mitsubishi Lancer Evo IX         | >3000  | 1   | 1   | 1   | 1   | 1   | 1   |     |     | 1   | 1   | 2   | 1   | C   | 106,25 |
| 2    | Rocco Errichetti   | Peugeot 106 S16/Citroën Saxo VTS | 1600   | 4   | Rit | 5   | 3   | 3   | 3   | 2   | 2   |     |     | 5   | 6   | C   | 52,5   |
| 3    | Lorenzo Mercati    | Mitsubishi Lancer Evo IX         | >3000  | 2   | 2   | 2   | 2   |     |     |     |     |     |     |     |     | C   | 30     |

### Gruppo RS Plus
| Pos. | Pilota          | Vettura            | Classe       | NEV | NEV | GUB | GUB | POP | POP | ALG | ALG | CIV | CIV | ERI | ERI | LUZ | Punti |
| ---- | --------------- | ------------------ | ------------ | --- | --- | --- | --- | --- | --- | --- | --- | --- | --- | --- | --- | --- | ----- |
| 1    | Vito Tagliente  | Peugeot 308        | RSTB1.6 Plus | 1   | 1   | 1   | 1   | 1   | 1   | 1   | 1   |     |     | 1   | 1   | C   | 110   |
| 2    | Gianluca Grossi | Renault Clio RS    | RS2.0 Plus   | 3   | 2   | 4   | (6) | 4   | (5) | 2   | 2   | 3   | 1   |     |     | C   | 54,5  |
| 3    | Adriano Pilotto | Honda Civic Type R | RS2.0 Plus   |     |     | 8   | 8   |     |     | 3   | 3   | 4   | 2   | 3   | 3   | C   | 39,5  |

### Gruppo RS Turbo
| Pos. | Pilota            | Vettura         | Classe  | NEV | NEV | GUB | GUB | POP | POP | ALG | ALG | CIV | CIV | ERI | ERI | LUZ | Punti |
| ---- | ----------------- | --------------- | ------- | --- | --- | --- | --- | --- | --- | --- | --- | --- | --- | --- | --- | --- | ----- |
| 1    | Angelo Marino     | Mini Cooper S   | RSTB1.6 | 2   | 2   | 2   | 1   | 1   | 1   | Rit | NP  | 2   | 2   | 2   | 2   | C   | 90    |
| 2    | Denny Zardo       | Peugeot 308 GTi | RSTB1.6 |     |     |     |     |     |     | 1   | 1   | 1   | 1   | 1   | 1   | C   | 70    |
| 3    | Giovanni Angelini | Peugeot 308 GTi | RSTB1.6 | 1   | 1   | 1   | 6   | 2   | 2   |     |     |     |     |     |     | C   | 48    |

### Gruppo RS
| Pos. | Pilota            | Vettura        | Classe | NEV | NEV | GUB | GUB | POP | POP | ALG | ALG | CIV | CIV | ERI | ERI | LUZ | Punti  |
| ---- | ----------------- | -------------- | ------ | --- | --- | --- | --- | --- | --- | --- | --- | --- | --- | --- | --- | --- | ------ |
| 1    | Antonio Scappa    | Mini Cooper SD | RSD2.0 | 1   | 1   | 1   | (2) | 1   | (2) | 1   | 2   | 1   | 1   | 1   | 2   | C   | 103,75 |
| 2    | Giovanni Loffredo | Mini Cooper SD | RSD2.0 | (2) | 2   | 2   | 1   | 2   | 1   | 2   | 1   | 2   | Rit | 2   | 1   | C   | 93,75  |
| 3    | Marco Magdalone   | Mini Cooper SD | RSD2.0 | 3   | Rit | (5) | 3   | 5   | 5   | 3   | 3   | 5   | 4   | 4   | 5   | C   | 54,5   |

### Gruppo Le Bicilindriche
| Pos. | Pilota           | Vettura  | Classe   | GUB | GUB | POP | POP | SAR | SAR | ERI | ERI | LUZ | Punti |
| ---- | ---------------- | -------- | -------- | --- | --- | --- | --- | --- | --- | --- | --- | --- | ----- |
| 1    | Andrea Currenti  | Fiat 500 | Gr.5 700 | 1   | 1   | 2   | 1   | 2   | 2   | 1   | 1   | C   | 80    |
| 2    | Pasquale Coppola | Fiat 500 | Gr.5 700 | 2   | 3   | 1   | 2   | 3   | NP  |     |     | C   | 40    |
| 3    | Pasquale Pastore | Fiat 500 | Gr.5 700 | 3   | 2   |     |     | 5   | NP  | 2   | 2   | C   | 34,5  |

### Trofei CIVM
| Trofeo           | Vincitore       |
| ---------------- | --------------- |
| Under 25         | Andrea Palazzo  |
| Scuderie         | Best Lap        |
| GT Cup           | Stefano Artuso  |
| RS Plus Aspirate | Gianluca Grossi |
| RS Cup           | Alberto Cioffi  |

### Coppe CIVM
| Coppa               | Vincitore           |
| ------------------- | ------------------- |
| Dame                | Deborah Broccolini  |
| Produzione Evo      | Pietro Chiarelli    |
| Produzione di Serie | Raffaele Lo Schiavo |